# ウォルター・ギネス (初代モイン男爵)

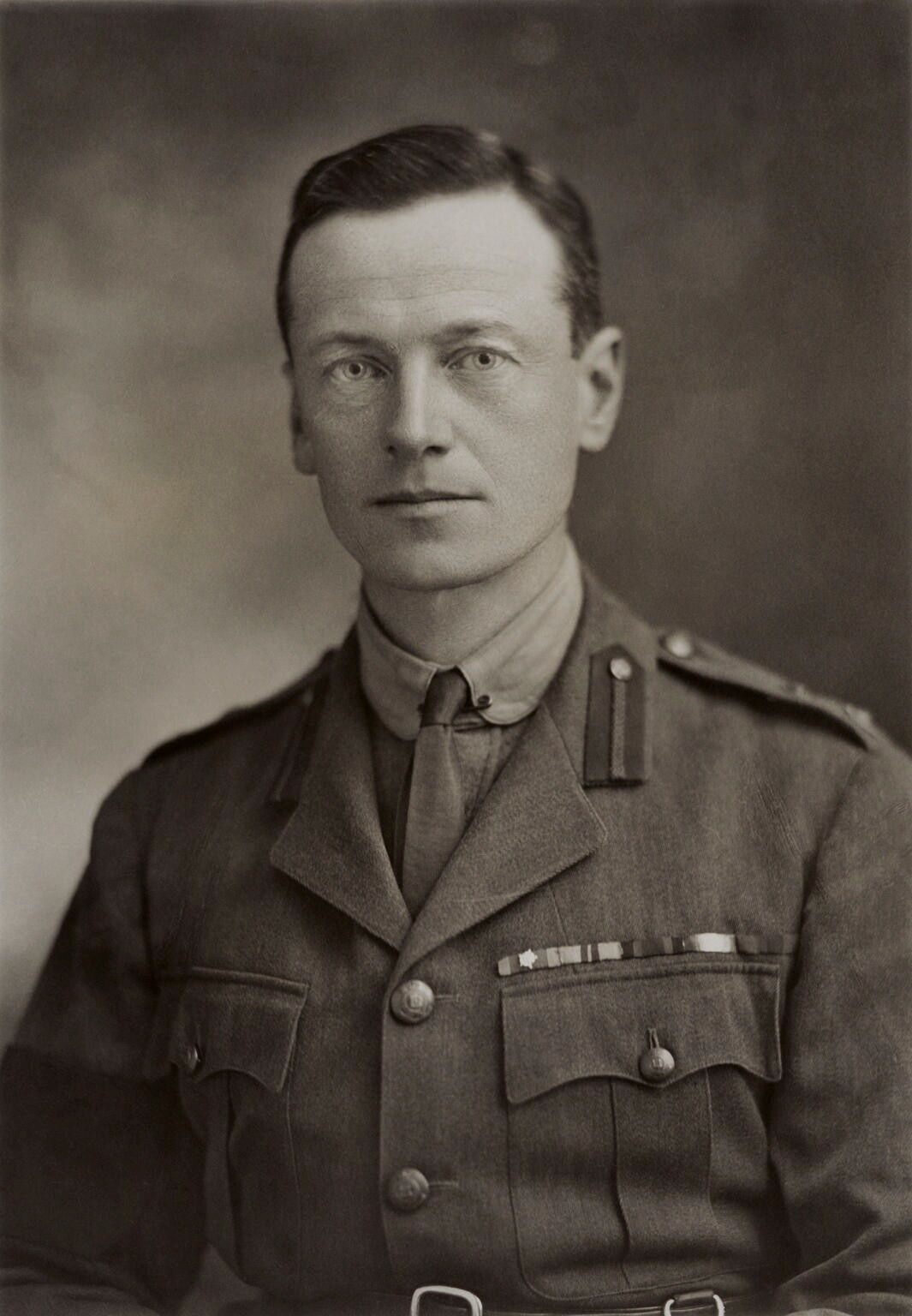
初代モイン男爵ウォルター・エドワード・ギネス

初代モイン男爵ウォルター・エドワード・ギネス（英語: Walter Edward Guinness, 1st Baron Moyne、1880年3月29日 - 1944年11月6日）は、イギリスの政治家、貴族。

## 生涯
1880年3月29日に初代アイヴァー伯爵エドワード・ギネスとその妻で三従姉弟にあたるアデレイド(リチャード・サミュエル・ギネスの娘)の間の三男として生まれる。ギネスの事業と第2代アイヴァー伯爵位を継承したルパート・ギネスは長兄である。ギネス家はビール醸造会社ギネスの創設者として知られるアングロ・アイリッシュの財閥だった。
イートン校を卒業後、帝国ヨーマンリー連隊の大尉となり、1900年から1901年にかけて第二次ボーア戦争に従軍した。
1907年8月から1931年10月にかけてベリー・セント・エドマンズ選挙区から選出されて統一党(保守党)所属の庶民院議員を務めた。
第一次世界大戦にサフォーク・ヨーマンリー連隊の中佐として従軍し、ガリポリの戦いやフランダースでの戦いに参戦し、3度にわたって殊勲者公式報告書に名前が載った。
1922年から1923年にかけて陸軍省政務次官、1923年から1924年1月にかけてと1924年11月から1925年11月にかけて財政担当財務省政務次官、1924年に枢密顧問官(PC)に列した。1925年から1929年にかけては農林水産大臣を務めた。
1932年1月に連合王国貴族爵位モイン男爵に叙され、貴族院議員に列した。1941年から1942年にかけて植民地大臣と貴族院院内総務に就任。1942年から1944年にかけては中東大臣代理を務め、ついで1944年1月から11月にかけて中東大臣を務めたが、モイン男爵はユダヤ人パレスチナ居住制限派と見做されていたため、パレスチナのユダヤ人の反発を受けており、1944年11月6日に大英帝国半植民地エジプトにおいてカイロからゲズィーラ島にある自宅へ戻ろうとする途中にユダヤ人ゲリラ組織レヒのエリヤフ・ベト＝ズリとエリヤフ・ハキムによって運転手もろとも拳銃で暗殺された。この事件はこれまでシオニズム運動を後援してきた英国内でシオニズム運動への反発を高める結果となり、シオニズム運動にとって大きな打撃となった。1948年のイスラエル建国に際して英国のイスラエルに対する態度が硬化したのはこの暗殺事件が原因の一つと見られている。暗殺犯二人は間もなく逮捕され、翌1945年に絞首刑に処された。彼らの遺体は1975年にイスラエルへ返還され、現在も英雄視されている。

## 栄典

### 爵位
1932年1月21日に以下の爵位を新規に叙された。
- サフォーク州におけるベリー・セント・エドマンズの初代モイン男爵 (1st Baron Moyne, of Bury St Edmunds in the County of Suffolk)
(勅許状による連合王国貴族爵位)

### 勲章
- 国防義勇軍功労章（英語版）（TD）[3]

## 家族
1903年6月24日、スコットランド貴族の第14代バカン伯爵シプリー・アースキンの娘イヴリン・ヒルダ・ステュアート・アースキン(Evelyn Hilda Stuart Erskine, 1883-1939)と結婚。彼女との間に以下の3子を儲けた。
- 第1子(長男)ブライアン・ウォルター・ギネス (Bryan Walter Guinness, 1905-1992) 第2代モイン男爵位を継承
- 第2子(次男)マータ・デイヴィッド・ギネス (Murtogh David Guinness, 1913-2002)
- 第3子(長女)グラニア・メーヴェ・ロザーラ・ギネス (Grania Meve Rosaura Guinness,1920-2018) 第4代ノーマンビー侯爵オズワルド・フィップス（英語版）と結婚